# 織田信与 (旗本)
織田 信与（織田 信與、おだ のぶとも）は、江戸時代後期の旗本。別名に信與。通称は鉄之丞、衛守。官位は従五位下・阿波守。

## 生涯
旗本・織田信彭の長男として誕生した。
文化6年（1809年）7月22日、父・信彭の隠居により家督を相続する。寄合に所属する。文政3年（1820年）5月16日、寄合肝煎に就任する。文政7年（1824年）閏8月22日、日光奉行に就任する。それに伴って、従五位下・阿波守に叙任される。文政13年（1830年）10月20日、小普請奉行に就任する。
天保4年（1833年）4月19日、死去。弟の信周が家督を相続した。

## 系譜
- 父：織田信彭
- 母：不詳
- 妻：不詳
  - 男子：織田信裕 - 織田信周の養子